# 丰特内尔蒙
丰特内尔蒙（法語：Fontenermont，法語發音：[fɔ̃tnɛʁmɔ̃] ⓘ）是法国卡尔瓦多斯省的一个旧市镇，属于维尔区。2017年，丰特内尔蒙与临近的9个市镇合并为新市镇努德谢讷。

## 地理
丰特内尔蒙（48°49'25"N, 1°6'15"W）面积2.79 平方千米，位于法国诺曼底大区卡爾瓦多斯省，该省份为法国西北部沿海省份，北濒大西洋英吉利海峡，东北与滨海塞纳省以海上边界相接，东临厄尔省，南至奧恩省，西与芒什省接壤。
与丰特内尔蒙接壤的市镇（或旧市镇、城区）包括：库尔松、圣欧班德布瓦、圣瑟韦卡尔瓦多斯、布瓦西翁、库卢夫赖-布瓦伯纳特尔。

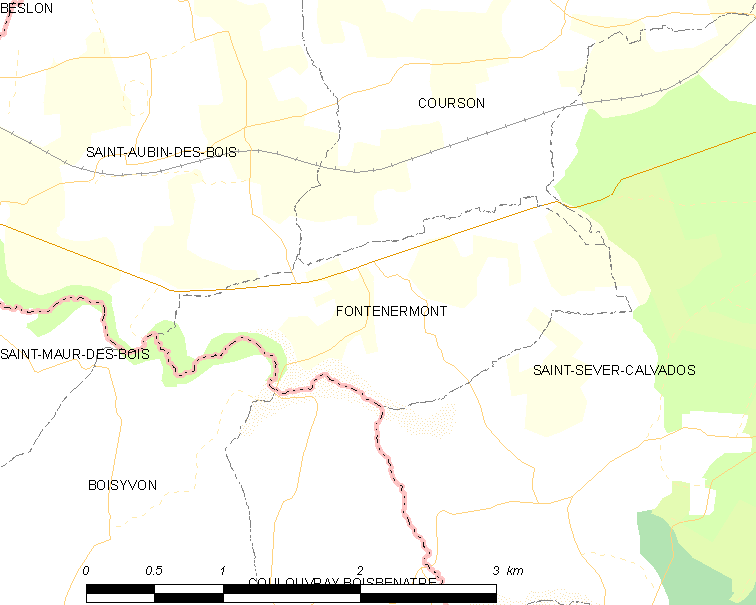
丰特内尔蒙的OSM定位图

丰特内尔蒙的时区为UTC+01:00、UTC+02:00（夏令时）。

## 行政
丰特内尔蒙的邮政编码为14380，INSEE市镇编码为14279。

## 政治
丰特内尔蒙所属的省级选区为维尔诺曼底县。

## 人口

1962-2008年间丰特内尔蒙人口变化图示

丰特内尔蒙于2018年1月1日时的人口数量为150人。